# Tresfonts
Tres Fonts (en francès Trois-Fonds) és una localitat i comuna de França, a la regió de la Nova Aquitània, departament de la Cruesa. La seva població al cens del 2019 era de 122 habitants. Està integrada a la Communauté de communes du Carrefour des Quatre Provinces.

## Demografia
| 1968 | 1975 | 1982 | 1990 | 1999 |
| ---- | ---- | ---- | ---- | ---- |
| 185  | 161  | 125  | 85   | 95   |

## Administració
| Període   | Identitat        | Partit |
| --------- | ---------------- | ------ |
| 2001-2008 | Fernande Alanord |        |
| 2008-     | Madeleine Dumond |        |